# Négyes számrendszer
A négyes számrendszer olyan helyi érték-jelölő számrendszer, ami négy számjeggyel ábrázolja a számokat, az arab számírásban 0, 1, 2 és 3 jegyekkel.

## Átváltása

### Más kettőhatvány alapú számrendszerek
A négyes számrendszerbeli számok átváltása más kettőhatvány alapú számrendszerekbe különösen egyszerű.

#### Kettes számrendszerbe
Mivel a számrendszer alapjául szolgáló 4-es szám a 2 négyzete, kettes számrendszerre átváltható úgy, hogy minden számjegyet lecserélünk annak bináris megfelelőjére:
| 3  | 0  | 2  | 1  | 0  |
| 11 | 00 | 10 | 01 | 00 |
vagyis 302104 = 11 00 10 01 002.
Hasonlóan lehet a tizenhatos számrendszerbeli számokat négyes számrendszerbe átírni.

#### Kettes számrendszerből
Az eljárás az előbbi fordítottja. Osszuk a biteket hátulról kezdve párokra, és helyettesítsünk minden párt négyes számrendszerbeli alakjával.
Hasonlóan lehet a négyes számrendszerbeli számokat tizenhatos számrendszerbe átírni.

#### Nyolcas számrendszerből
Ez az átváltás az előzőekhez hasonlóan végezhető el. Ehhez segítségül hívjuk a kettes számrendszert. Először a nyolcas számrendszerben megadott számot átírjuk kettes számrendszerbe, majd onnan tovább négyes számrendszerbe: a biteket hátulról kezdve párokra osztjuk, és minden pár helyett azok négyes számrendszerbeli alakját írjuk.

#### Nyolcas számrendszerbe
Az előző algoritmus fordítottjával az átváltás ebben az irányban is egyszerű.

#### Tizenhatos számrendszerből
A számrendszer alapjául szolgál, hogy 16 a 4 négyzete.
| 5  | 4  | A  |
| 11 | 10 | 22 |

#### Tizenhatos számrendszerbe
Az előbbi fordítottja.

### Más számrendszerek
A legkönnyebben megérthető módszer az, hogy megnézzük, hányszor van meg benne a lehető legnagyobb 4-hatvány, és ezt ismételjük, amíg nullát nem kapunk.

#### A sorozatos osztás módszere
Az előző módszer finomítása a sorozatos osztás módszere.
Ahelyett, hogy egyből a lehető legnagyobb hatvánnyal osztanánk, az új alappal osztunk sorozatosan, így a kisebb egységektől haladunk a nagyobbak felé. A maradékok az egyre nagyobb egységek számát jelzik. Előnye, hogy nem kell előre megbecsülni, hogy mekkora a lehető legnagyobb hatvány, ami még nem kisebb az adott számnál.

#### A sorozatos szorzás módszere
Az előbbi módszerekkel csak egész számokat tudunk átváltani. A sorozatos szorzás módszerével azonban a tizedestörtek is átválthatók.
Feltehetjük, hogy a tizedestört nulla és egy közé esik. Szorozzuk meg a tizedestörtet néggyel, és vegyük az egészrészét. Ez megadja a negyedestört első jegyét. A másodszori szorzás eredményének egészrészeként a negyedestört második jegyét kapjuk, és így tovább.
Véges negyedestörtek esetén az eljárás véget ér. Más racionális számok esetén elég addig alkalmazni a módszert, amíg egy teljes szakaszt nem kapunk. Irracionális számokra az eljárás nem ér véget. Így csak az első {\displaystyle n} jegyet kaphatjuk meg.
Ha egy valós számnak van egészrésze és törtrésze is, akkor ezt a módszert az előző kettő valamelyikével kell kombinálni.

## Oszthatósági szabály
A négyes számrendszerben, mint minden páros alapú számrendszerben az utolsó számjegyből tudni lehet, hogy a szám páros-e, vagy páratlan. A páratlan alapú számrendszerek esetén a számjegyek összegéből tudhatjuk, hogy a szám osztható-e 2-vel, és nem feltétlenül egyezik meg az utolsó számjegy párosságával.

## Előfordulása

### A természetben
A DNS négy alapérték, az A-nak, C-nek, T-nek és G-nek rövidített nukleotidok különböző kombinációit tartalmazza. Tehát a DNS felfogható úgy, mint egy négyes számrendszerben kódolt információforrás. Itt a 0↔3 és az 1↔2 kiegészítő számpárok megfeleltethetőek a A↔T és a C↔G kiegészítő bázispároknak. Így például a GATTACA nukleotidsorozat reprezentálható a 20330104 négyes számrendszerbeli számmal (= 915610).

### A nyelvekben
A mára kihalt, egykor Kalifornia területén elterjedt csumas nyelvcsaládba tartozó nyelvek egy részének vagy egészének számnevei a négyes számrendszeren alapulnak.
A négyes számrendszer megjelenik a francia Les Shadoks rajzfilmsorozat szereplőinek nyelvében is (Ga = 0, Bu = 1, Zo = 2, Meu = 3).